# Amorphoscelinae
Amorphoscelinae – podrodzina modliszek z podrzędu Eumantodea i rodziny Amorphoscelidae.

## Morfologia
Niewielkich rozmiarów modliszki o grzbietobrzusznie spłaszczonym ciele. Głowa ich ma bardzo wydatne nabrzmiałości okołooczne. Chwytne odnóża przednie mają udo o jednym kolcu dyskoidalnym, pozbawione zarówno kolców tylno-brzusznych, jak i przednio-brzusznych – utrata tych ostatnich uchodzi za synapomorfię podrodziny. Kolejna ich synapomorfia występuje w budowie odwłoka – przysadki odwłokowe u obu płci mają ostatni człon silnie powiększony i spłaszczony. W grupie tej stosunkowo plezjomorficzne wydają się być genitalia samców Amorphoscelis z grupy gatunków philippina, jednak nie wiadomo, czy zostały one w tym stanie zachowane, czy też uległy wtórnemu uproszczeniu. Pozostali przedstawiciele podrodziny mają męskie genitalia mocno zmodyfikowane, o wtórynch wyrostkach dystalnych środkowym i bocznym naprzeciwległych lub zanikłych, a płacie nasadowym przekształconym w niezmodyfikowany lub wieloszczytowy kolec albo w różnorodnie ukształtowany hak.

## Ekologia i występowanie

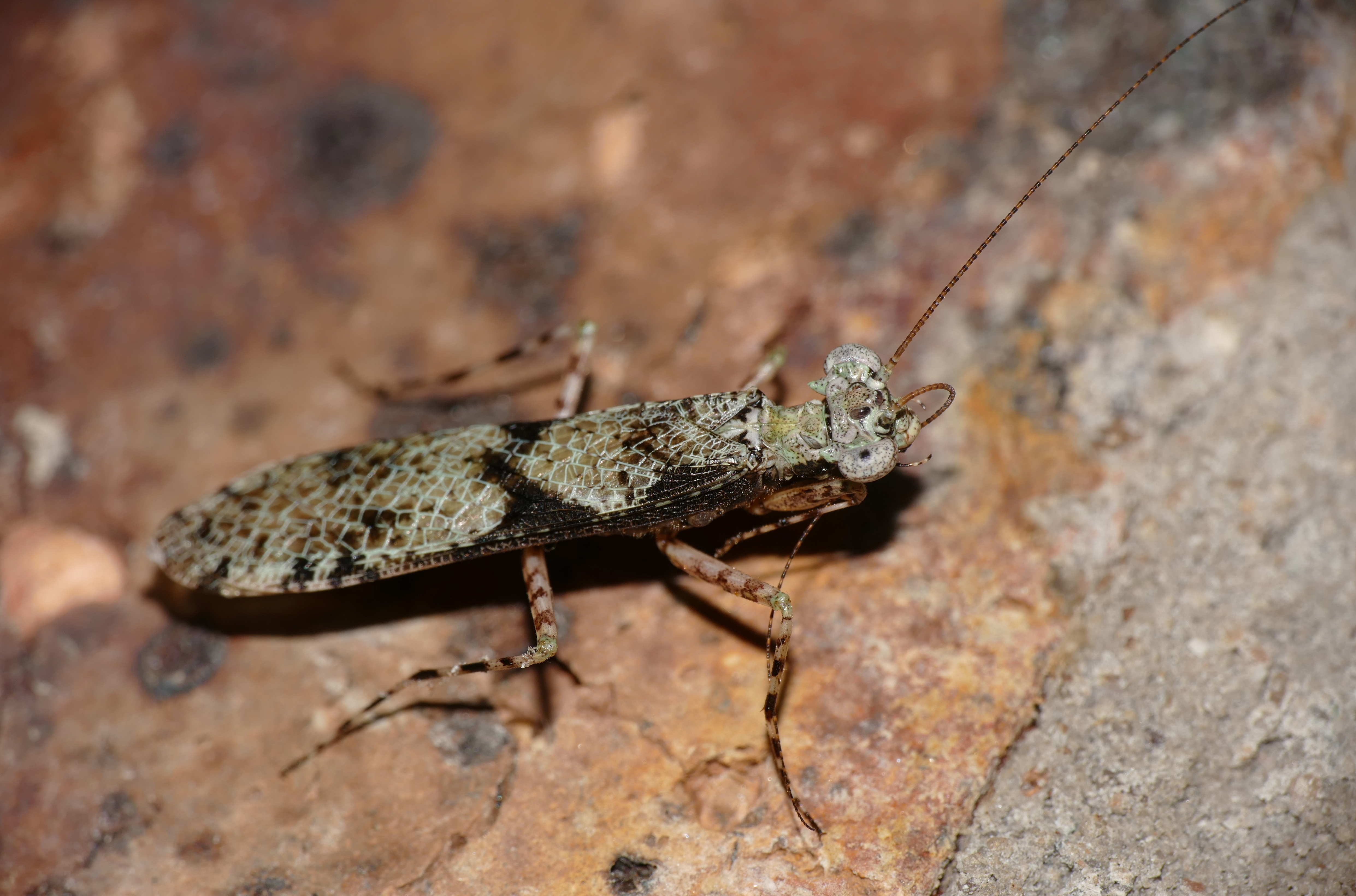
Amorphoscelis tuberculata w środowisku naturalnym

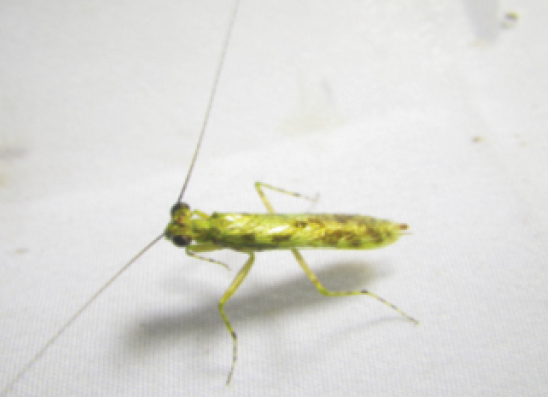
Amorphoscelis griffinii

Modliszki nadrzewne, bytujące na korze.
Przedstawiciele podrodziny występują w etiopskiej część Afryki oraz palearktycznej i orientalnej część Azji, przy czym ze wszystkich tych krain znany jest tylko rodzaj nominatywny. Pozostałe rodzaje ograniczone są zasięgiem do Afryki Subsaharyjskiej.

## Taksonomia
Takson ten utworzony został w 1877 roku przez Carla Ståla. We nowym sensie, jako podrodzina w obrębie Amorphoscelinae, wprowadzony został w systemie Maxa Beiera z 1964 roku. Współcześnie zalicza się do niego sześć znanych rodzajów:
- Amorphoscelis Stal, 1871
- †Amorphoscelites Gratshev et Zherikhin, 1994
- Bolivaroscelis Roy, 1973
- Caudatoscelis Roy, 1973
- Gigliotoscelis Roy, 1973
- Maculatoscelis Roy, 1973

Zapis kopalny podrodziny sięga kredy wczesnej.